# Cophixalus aenigma
Cophixalus aenigma är en groddjursart som beskrevs av Conrad J. Hoskin 2004. Cophixalus aenigma ingår i släktet Cophixalus och familjen Microhylidae. IUCN kategoriserar arten globalt som sårbar. Inga underarter finns listade i Catalogue of Life.